# Magnetische Spannung
Die magnetische Spannung oder magnetische Quellspannung (Formelzeichen: {\displaystyle V_{\mathrm {m} }} oder auch {\displaystyle U_{\mathrm {m} }}) ist in der Elektrodynamik das Wegintegral über die magnetische Feldstärke {\displaystyle H}. 
Im Falle eines geschlossenen Weges, auch als Umlauf bezeichnet, spricht man von der magnetischen Durchflutung {\displaystyle \Theta }, kurz Durchflutung, oder der magnetischen Umlaufspannung. Die Durchflutung ist gleich dem durch diesen Umlauf eingeschlossenen totalen elektrischen Strom, der sich aus dem Leitungsstrom plus dem Verschiebungsstrom zusammensetzt.
Die magnetische Spannung hat formale Ähnlichkeit mit der elektrischen Spannung {\displaystyle U}. Sie ist von Bedeutung im magnetischen Kreis.

## Definition
Die magnetische Spannung entlang des Weges von einem Punkt A zu einem Punkt B ist definitionsgemäß
{\displaystyle V_{\mathrm {m} }=\int _{\mathrm {A} }^{\mathrm {B} }{\vec {H}}\cdot \mathrm {d} {\vec {s}}\,}.

## Einheiten
Die Einheit der magnetischen Spannung im SI ist das Ampere. Früher wurde das Ampere als Einheit der Durchflutung Amperewindung (Einheitenzeichen: Aw, AW) genannt, da der gleiche Strom den Umlauf mehrfach „durchwinden“ kann; bei einer Zylinderspule ist die magnetische Spannung (in guter Näherung) die Stromstärke in der Spule multipliziert mit der Windungszahl.
In dem Gaußschen Einheitensystem und Elektromagnetischen Einheitensystem (EMU) wird für die Durchflutung die Einheit Gilbert (Einheitenzeichen: Gb) verwendet.

## Durchflutungsgesetz
Das Durchflutungsgesetz, auch Ampèresches Gesetz genannt, beschreibt den Zusammenhang zwischen der magnetischen Durchflutung und dem eingeschlossenen Strom:
{\displaystyle \Theta \,\;{\stackrel {\text{def}}{=}}\,\oint _{\!{\mathcal {S}}}{\vec {H}}\cdot \mathrm {d} {\vec {s}}=I\,.}
Der eingeschlossene Strom wird auch als elektrische Durchflutung bezeichnet. Berücksichtigt man noch die mögliche zeitliche Änderung des elektrischen Flusses {\displaystyle \Psi } durch die Fläche, so ergibt sich die elektrische Gesamtdurchflutung:
{\displaystyle \Theta _{\mathrm {tot} }=\oint _{\!{\mathcal {S}}}{\vec {H}}\cdot \mathrm {d} {\vec {s}}=I+{\frac {\partial \Psi }{\partial t}}\,.}

## Hopkinsonsches Gesetz
Mit dem magnetischen Fluss {\displaystyle \Phi } und dem magnetischen Widerstand {\displaystyle R_{\mathrm {m} }} hängt die magnetische Spannung {\displaystyle V_{\mathrm {m} }} über das hopkinsonsche Gesetz
{\displaystyle V_{\mathrm {m} }=R_{\mathrm {m} }\cdot \Phi }
zusammen. Dieses Gesetz ist das magnetische Äquivalent zum ohmschen Gesetz für elektrische Stromkreise. Im Gegensatz zum elektrischen Stromkreis (unter Abwesenheit veränderlicher Magnetfelder) ist die Summe aller Spannungen in einem Maschenumlauf jedoch nicht Null, sondern die magnetische Durchflutung.

## Magnetische Spannung um einen Linienleiter

Aufteilung der magnetischen Durchflutung in mehrere, gleich große Teilspannungen um einen Leiter.

Um einen geraden elektrischen Linienleiter stellt man sich Ebenenfächer vor. Man kann in diesem Fall die magnetische Spannung abhängig vom Winkel {\displaystyle \alpha } zwischen zwei Flächen angeben:
{\displaystyle V_{\mathrm {m} }(\alpha )={\frac {\alpha }{2\,\pi }}\,\Theta ={\frac {\alpha }{2\,\pi }}\,I\,.}
Würde man ein Bündel aus {\displaystyle n} Leitern, von denen jeder vom Strom {\displaystyle I} durchflossen wird, betrachten, wäre {\displaystyle \Theta =n\cdot I}.
Für die magnetische Feldstärke {\displaystyle H} gilt der Zusammenhang
{\displaystyle H={\frac {\mathrm {d} V_{\mathrm {m} }(\alpha )}{\mathrm {d} s}}={\frac {\mathrm {d} V_{\mathrm {m} }(\alpha )}{r\,\mathrm {d} \alpha }}},
wobei {\displaystyle \mathrm {d} s} ein Segment der Feldlänge {\displaystyle l} der magnetischen Feldstärke mit {\displaystyle l=\alpha \cdot r} und {\displaystyle r} der Radius des Kreises um den Strom {\displaystyle I}, auf dem das Feld gemessen wird, ist. In dieser Formel ist {\displaystyle V_{\mathrm {m} }} gleichbedeutend mit {\displaystyle \Theta }.

## Magnetische Durchflutung einer Spule
Im Falle einer kurzen Zylinderspule mit der Windungszahl {\displaystyle N}, die von einem Strom {\displaystyle I} durchflossen wird, gilt in guter Näherung:
{\displaystyle \Theta =\sum _{n}R_{\mathrm {m} ,n}\,\Phi _{n}=\sum _{n}\Theta _{n}=N\cdot I}.
Das gilt auch für andere Spulenformen, bei denen kaum Magnetfeldlinien zwischen den Windungen hindurchtreten oder wenn der Magnetkreis aus einem Material hoher relativer Permeabilität besteht (Eisenkern oder Ferritkern). In dem Fall befindet sich nahezu das gesamte Feld im Kern. Solche Kerne sind so konstruiert, dass entlang des Eisenweges nahezu ein konstanter Eisenquerschnitt vorliegt. Daher kann aus dessen im Datenblatt angegebener mittlerer Eisenweglänge und der Durchflutung rückwärts nicht nur auf die magnetische Feldstärke geschlossen werden, sondern – wenn die Permeabilitätszahl bekannt ist – auch auf die magnetische Flussdichte. So kann kontrolliert werden, ob der Kern noch unterhalb der materialtypischen Sättigungsflussdichte betrieben wird.
Besitzt die Spule einen Kern mit Luftspalt, tritt ein Großteil der magnetischen Spannung dort auf und der Kern gerät erst bei einer höheren Durchflutung in die Sättigung. Geht man davon aus, dass das am Luftspalt austretende Feld vollständig wieder in den Kern eintritt, ergibt sich eine Reihenschaltung der magnetischen Widerstände des Kernes und des Luftspaltes. Der magnetische Widerstand des Luftspaltes ist wegen der dort vorliegenden Permeabilitätszahl 1 auch bei einem schmalen Spalt groß gegenüber dem magnetischen Widerstand des Kernes.